# Antje Lezius
Antje Lezius (nascido em 30 de junho de 1960) é um político alemão. Nasceu em Kusel, Renânia-Palatinado, e representa a CDU. Antje Lezius é membro do Bundestag do estado da Renânia-Palatinado desde 2013.

## Vida
Ela tornou-se membro do Bundestag após as eleições federais alemãs de 2013. Ela é membro da Comissão de Trabalho e Assuntos Sociais.